# Scalidognathus seticeps
Scalidognathus seticeps är en spindelart som beskrevs av Karsch 1891. Scalidognathus seticeps ingår i släktet Scalidognathus och familjen Idiopidae.
Artens utbredningsområde är Seychellerna. Inga underarter finns listade i Catalogue of Life.